# فایستادن
فایستادن (به سوئدی: Färjestaden) یک منطقهٔ مسکونی در سوئد است که در بخش موربیلانگا واقع شده‌است. فایستادن ۴٫۶۴ کیلومتر مربع مساحت و ۵٬۰۱۸ نفر جمعیت دارد.